# Rudolf Rasmussen
Rudolf Johannes Rasmussen (18 de junho de 1918 — 25 de setembro de 1993) foi um ciclista dinamarquês que participava em competições de ciclismo de estrada. Foi um dos atletas que defendeu as cores da Dinamarca nos Jogos Olímpicos de Verão de 1948.